# Huy Tường
Huy Tường là một xã thuộc huyện Phù Yên, tỉnh Sơn La, Việt Nam.
Xã có diện tích 20,91 km², dân số năm 1999 là 3.066 người, mật độ dân số đạt 147 người/km².